# براد إيمرسون
براد إيمرسون (بالإنجليزية: Brad Emmerson)‏ هو لاعب هوكي الجليد أمريكي، ولد في 16 ديسمبر 1985.

## روابط خارجية
- براد إيمرسون على موقع Paralympic.org (الإنجليزية)